# Filip De Ceuster
Filip De Ceuster (3 februari 1987) is een literatuurwetenschapper en theatermaker. Hij is verbonden aan de University of Sheffield (Verenigd Koninkrijk) en is gespecialiseerd in het tussenoorlogse proza van Maurice Gilliams. Als kindacteur was hij bekend voor zijn rol als Gavroche in Les Misérables, Oliver in Oliver! en Pinokkio in Pinokkio. 

## Theater
- 2025 – M / HOND / JONGEN - Adaptatie/Regie (Sheffield Drama Studio) (VK)
- 2024 – Egel (the longing of) Hedgehog - Adaptatie/Regie (Sheffield Drama Studio) (VK)
- 2022 – Balthazar Krulls hart zingt maneschijn - Adaptatie/Regie (Sheffield Drama Studio) (VK)
- 2012 - The Last of the Duchess - French translations (play by Nicholas Wright) (Hampstead Theatre) (VK)
- 2009 – Vice - Assistant Director (Arcola Theatre) (VK)
- 2009 – The Rime of the Ancient Mariner - Production Assistant (Southbank Centre) (VK)
- 2004 - Dancing at Lughnasa (play) - Michael
- 2001 – March of the Falsettos - Jason
- 2000 – Pinokkio - Pinokkio (Studio 100)
- 1999 – Pippin - Theo
- 1999 – Oliver! - Oliver (Cameron Mackintosh / Joop van den Ende Theaterproducties) met Arjan Ederveen en Willem Nijholt
- 1998 – Les Misérables - Gavroche (Cameron Mackintosh / Music Hall) (Vlaamse en Franstalige versie)

## Film & Televisie
- Nonkel Jef - Lowieke (1998)
- Blinker - dwerg (1999)
- Pinokkio - Pinokkio (2000) (opname van de musical)
- Sparrow (2010) (Motion Group Pictures)
- The Red Bike (2011) (Motion Group Pictures)
- The Door (2011) (Motion Group Pictures)
- Departure (2015) (Motion Group Pictures)

## Discografie
- Pinokkio - Pinokkio (2000) (soundtrack van de musical)

## Boeken
- De Ceuster F. (2022) - "Breng die Elias terug op onze wereld!" Maurice Gilliams en de tragische zoektocht naar een Vlaams kosmopolitisme (Universiteit Antwerpen)
- De Ceuster F. & Gilliams M. (2017) - Elias of het gevecht met de nachtegalen' (Uitgeverij Polis)
- De Ceuster F. (2017) - Elias of het gevecht met de nachtegalen' (Uitgeverij Polis)
- De Ceuster F. (2016) - Brows Betwixt and Between'. Over stad, platteland en samenhokken met Wilcoxen en Balthazars. In: Eeckhout B, Joosen V & Sepp A (red.), Stad en migratie in de literatuur. Cahier voor literatuurwetenschap. Ghent: Academia Press

## Radio
- 'On the Dutch attitude towards the Dutch language', in Free Thinking (2019, BBC Radio 3)
- 'Maurice Gilliams', podcast in 4 afleveringen voor VRT en Radio Klara (2022)